# ZKC'31
Korfbalclub ZKC'31 (Zaandamse Korfbalclub 31, in de volksmond meestal ZKC) was een Nederlandse korfbalvereniging uit Zaandam.
De club werd opgericht op 17 juli 1931 en speelt zijn thuiswedstrijden in de veldcompetitie op Sportpark Jagersveld, in de zaalcompetitie wordt er gespeeld in Sporthal De Tref.
In 2023 fuseerde de club met ZKV Zaandam tot KVZ'23.

## Teams 2021-2022
Gedurende seizoen 2021-2022 komt ZKC'31 met de volgende teams uit in verschillende competities van de korfbalbond KNKV.
| Leeftijdscategorie | Teams              |
| ------------------ | ------------------ |
| Senioren           | 1e, 2e, 3e, 4e, 5e |
| Junioren           | A1, A2             |
| Aspiranten         | B1                 |
| Pupillen           | C1, D1, E1, F1, F2 |
| Overig             | Kangoeroes         |